# Okťabrskij (město v Baškortostánu)
Okťabrskij (rusky Октя́брьский) je město v Baškortostánu v Ruské federaci. Při sčítání lidu v roce 2010 mělo bezmála 110 tisíc obyvatel.

## Poloha
Okťabrskij leží na pravém břehu Velkého Iku, přítoku Kamy, přímo u hranice se západněji položeným Tatarstánem. Od hlavního města republiky, Ufy, je vzdálen přibližně 160 kilometrů na západ, od Moskvy, hlavního města celé federace, je vzdálen přes 1200 kilometrů.

### Doprava
Jižně Okťabrskij objíždí dálnice M5 Ural vedoucí z Moskvy do Čeljabinsku.
Na severní straně Okťabrského leží železniční stanice Naryševo, což je konečná stanice devatenáct kilometrů dlouhé tratě vedoucí na sever do Urussu v Tatarstánu, kde se připojuje na trať z Uljanovsku do Ufy.
Sedm kilometrů jihozápadně od města je veřejné letiště Okťabrskij s jednou asfaltovou ranvejí dlouhou 1500 metrů.